# Tescoma
Tescoma, s.r.o. je český výrobce a prodejce kuchyňských potřeb. Společnost se sídlem ve Zlíně byla založena v roce 1992 a v současnosti má obchodní pobočky v dalších devíti evropských zemích.

## Historie
Firmu Tescoma založili roku 1992 ve Zlíně Petr Chmela a Jiří Vaculík († 2019). Zpočátku se zabývali prodejem spořičů vody, následovala výroba elektrospotřebičů. Od roku 1994 společnost začala s výrobou kuchyňských potřeb, které se v následujících letech staly jejím dominantním produktem. Firma se pravidelně účastnila světových veletrhů a roku 1996 otevřela svou první zahraniční pobočku v Itálii. Ve stejném roce začala spolupráce s prvním designérem. Roku 1997 proběhla transformace z původního sdružení podnikatelů na společnost s ručením omezením. Během druhé poloviny 90. let společnost budovala vlastní síť značkových prodejen. Roku 2001 bylo ve Zlíně otevřeno vlastní designové centrum firmy. V roce 2004 tržby společnosti poprvé překročily 1 miliardu Kč.
Několik výrobků Tescoma má světový patent a mnoho z nich získalo ocenění za design, například Red Dot Design Award a German Design Award. V roce 2017 působila Tescoma ve 130 zemích na světě a měla osm evropských poboček (Itálie, Španělsko, Portugalsko, Slovensko, Rusko, Ukrajina, Polsko a Německo).
V roce 2023 dostala Tescoma od Úřadu pro ochranu hospodářské soutěže pokutu téměř 64 milionů korun za to, že déle než pět let určovala odběratelům minimální maloobchodní ceny.